# Campeonato Mundial de Piragüismo en Maratón de 1999
El VII Campeonato Mundial de Piragüismo en Maratón se celebró en Győr (Hungría) entre el 31 de julio y el 1 de agosto de 1999 bajo la organización de la Federación Internacional de Piragüismo (ICF).

## Resultados

### Masculino
| Evento | Oro                                                    | Plata                                                                   | Bronce                                                     |
| ------ | ------------------------------------------------------ | ----------------------------------------------------------------------- | ---------------------------------------------------------- |
| C1     | Pal Petervari · Hungría · 2:57:30,524                  | Pavel Bednar · República Checa · 2:57:39,760                            | Gabor Kolozsvari · Hungría · 2:59:13,750                   |
| C2     | Edvin Csabai · Attila Gyore · Hungría · 2:44:35,039    | Bela Jakus · Csaba Bittera · Hungría · 2:48:06,623                      | Marcin Grzybowski · Konrad Pyplacz · Polonia · 2:48:13,964 |
| K1     | Ivan Lawler Reino Unido 2:34:59,740                    | Istvan Salga · Hungría · 2:35:00,770                                    | Edwin de Nijs · Países Bajos · 2:35:10,840                 |
| K2     | Attila Jambor · Viktor Szakaly · Hungría · 2:24:52,880 | Jorge Alonso González · Santiago Guerrero Arroyo · España · 2:24:53,431 | Thomas Christiansen Karsten Solgaard Dinamarca 2:25:14,982 |

### Femenino
| Evento | Oro                                               | Plata                                                      | Bronce                                                        |
| ------ | ------------------------------------------------- | ---------------------------------------------------------- | ------------------------------------------------------------- |
| K1     | Anna Hemmings Reino Unido 2:48:13,960             | Kornelia Szonda · Hungría · 2:49:00,504                    | Elisabetta Introini · Italia · 2:49:45,820                    |
| K2     | Renata Csay · Andrea Pitz · Hungría · 2:35:44,707 | Barbara Przybylska · Marcena Michalak · Polonia · 2:37:733 | Susanne Rosenqvist · Lisenn Augustsson · Suecia · 2:42:00,838 |

## Medallero
| Núm. | País            | Oro | Plata | Bronce | Total |
| ---- | --------------- | --- | ----- | ------ | ----- |
| 1    | Hungría         | 4   | 3     | 1      | 8     |
| 2    | Reino Unido     | 2   | 0     | 0      | 2     |
| 3    | Polonia         | 0   | 1     | 1      | 2     |
| 4    | España          | 0   | 1     | 0      | 1     |
| 4    | República Checa | 0   | 1     | 0      | 1     |
| 6    | Dinamarca       | 0   | 0     | 1      | 1     |
| 6    | Italia          | 0   | 0     | 1      | 1     |
| 6    | Países Bajos    | 0   | 0     | 1      | 1     |
| 6    | Suecia          | 0   | 0     | 1      | 1     |
|      | TOTAL           | 6   | 6     | 6      | 18    |